# Euro

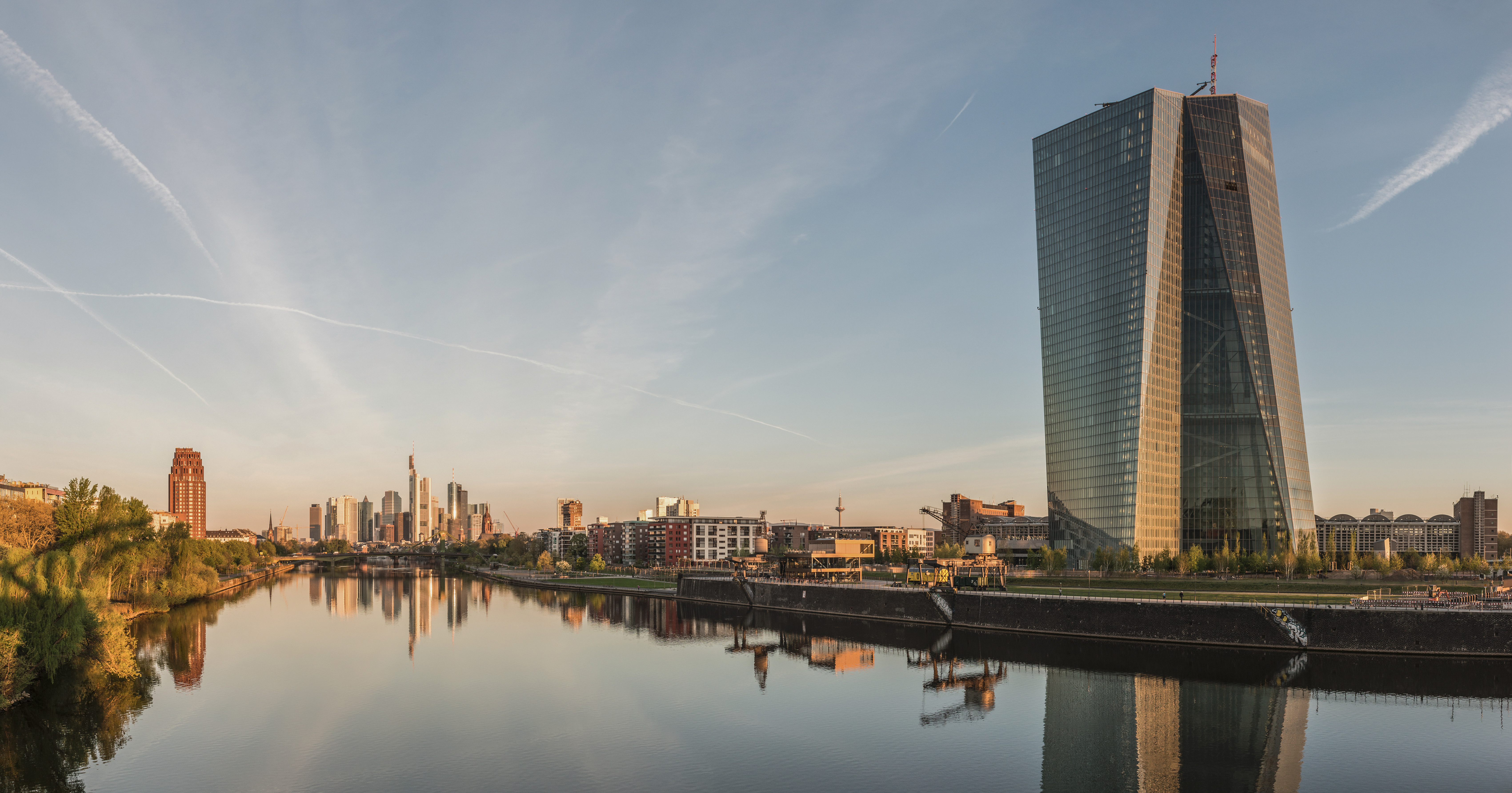
Edificio del Banco Central Europeo en Fráncfort.

El euro (EUR o €), también llamada «moneda única», es la moneda oficial de la eurozona, la cual está formada actualmente por 20 de los 27 Estados miembros de la Unión Europea (UE): Alemania, Austria, Bélgica, Chipre, Croacia, Eslovaquia, Eslovenia, España, Estonia, Finlandia, Francia, Grecia, Irlanda, Italia, Letonia, Lituania, Luxemburgo, Malta, Países Bajos y Portugal. Dinamarca, que posee una cláusula de exclusión, ha decidido mantenerse al margen de la adopción del euro. Los 6 Estados restantes están obligados a adoptar el euro según los Tratados constitutivos de la Unión. Además, 4 micro-Estados europeos tienen acuerdos con la Unión Europea para el uso del euro como moneda: Andorra, Ciudad del Vaticano, Mónaco y San Marino. Por otra parte, el euro fue adoptado de manera unilateral por Montenegro y Kosovo. Es también usado oficialmente por las instituciones de la Unión Europea y es la segunda moneda de reserva así como la segunda moneda más negociada y utilizada en transacciones internacionales en el mundo, después del dólar estadounidense.
Unos 347 millones de ciudadanos viven en los 20 Estados de la eurozona. Además, más de 240 millones de personas alrededor del mundo usan monedas fijadas al euro, incluyendo más de 190 millones de africanos. 
El nombre de «euro» fue adoptado oficialmente el 16 de diciembre de 1995 en Madrid. El euro se introdujo en los mercados financieros mundiales como una moneda de cuenta el 1 de enero de 1999, reemplazando la antigua Unidad Monetaria Europea (ecu) en una proporción de 1:1.
Las monedas y billetes entraron en circulación el 1 de enero de 2002 en los 12 Estados de la Unión Europea que adoptaron el euro en aquel año: Alemania, Austria, Bélgica, España, Finlandia, Francia, Grecia, Irlanda, Italia, Luxemburgo, Países Bajos y Portugal. Además también adoptaron el euro aquel año los microestados europeos de Ciudad del Vaticano, Mónaco y San Marino, que tenían acuerdos con países de la Unión Europea, y Andorra de manera no oficial. En 2011, Andorra firmó un acuerdo monetario con la Unión Europea, el cual entró en vigor el 1 de abril de 2012, que supuso la adopción del euro por Andorra de manera oficial.
El 1 de enero de 2007, Eslovenia se incorporó a la zona euro. Malta y Chipre lo hicieron el 1 de enero de 2008 y Eslovaquia el 1 de enero de 2009. Estonia se incorporó el 1 de enero de 2011, siendo el primer país que había formado parte de la URSS que se convirtió en miembro de la eurozona. Letonia se incorporó el 1 de enero de 2014 y Lituania lo hizo el 1 de enero de 2015. Croacia adoptó el euro el 1 de enero de 2023, convirtiéndose en el país más reciente en adoptar la moneda común europea.
Siete países de la Unión Europea no han adoptado el euro todavía: Bulgaria, Dinamarca, Hungría, Polonia, República Checa, Rumania y Suecia. Tampoco lo hizo el Reino Unido durante sus años de pertenencia en la Unión.

## Características
El euro se divide en cien cents. Si bien «cent» —plural «cents», en ambos casos sin punto final ni tilde— es la denominación oficial de la división del euro en todos los idiomas, en el lenguaje habitual, sin embargo, se traduce por el equivalente en cada idioma (en español céntimo, en griego λεπτό, en italiano centésimo, en francés centime, etc.) y se pluraliza según el uso habitual de la lengua.
Los billetes de euro —de 5, 10, 20, 50, 100, 200 y 500 euros— son idénticos para todos los países. Las monedas de euro —de 1, 2, 5, 10, 20 y 50 cents y 1 y 2 euros— tienen el mismo anverso en todos los países, pero distinto reverso según el país de acuñación. No obstante, todas las monedas de euro de cualquier país se pueden utilizar en todos los países de la eurozona.
El diseño de la cara común de las monedas es obra de Luc Luycx de la Real Fábrica de Monedas de Bélgica. Las monedas, sea cual sea su reverso nacional, son de validez en cualquier país de la zona euro.
A partir del año 2004, una directiva de la Unión Europea permite acuñar todos los años una moneda de dos euros conmemorativa —dos monedas al año desde 2013— en cada país de la zona euro. Estas emisiones, cuya producción es determinada por la acuñación normal de moneda en cada país, conservan el anverso común de la zona euro y en el reverso muestran el motivo conmemorativo. Estas monedas conmemorativas conjuntas son adicionales a las que puede emitir cada estado.
Los motivos principales de la primera serie de billetes euro son: puertas y ventanas, que simbolizan el espíritu de apertura de la Unión Europea; la eliminación de fronteras y la integración está representada por puentes en el reverso del billete. Además, el tema general de la serie es «Edades y estilos», figurando en cada billete un estilo arquitectónico determinado.
El diseño de los billetes es de Robert Kalina del Oesterreichische Nationalbank (OeNB - Banco Nacional Austriaco).
El euro es el sucesor del ecu o Unidad Monetaria Europea (en inglés: European Currency Unit). En la reunión de Madrid del 16 de diciembre de 1995, el canciller de Alemania Helmut Kohl señaló que le sonaba igual a Ein Kuh, que en alemán se podría entender como «una vaca». Por este motivo se determinó que la moneda única comunitaria se llamase Euro, teniendo una paridad 1:1 con el ecu.
El símbolo del euro (€), desarrollado por la Comisión Europea, se inspira en la letra épsilon (ε) del alfabeto griego. Se escogió este símbolo como referencia a la inicial de Europa, E. Las dos líneas paralelas hacen referencia a la estabilidad dentro del área euro.
Como el resto de las monedas, euro es un nombre común y debe escribirse con minúscula. Su plural es euros. El código internacional para el euro es EUR y ha sido registrado en la Organización Internacional de Normalización (ISO); se utiliza con fines empresariales, comerciales y financieros.
No existe un símbolo oficial para el cent, aunque se utiliza a menudo la traducción y abreviaturas habituales de cada idioma. En español, se usa cént. (plural: cts.) como reminiscencia del céntimo de peseta. En Irlanda, se emplea a veces en las tiendas el símbolo ¢.
| 5 euros           | 10 euros          | 20 euros          | 50 euros          | 100 euros         | 200 euros         | 500 euros         |
| ----------------- | ----------------- | ----------------- | ----------------- | ----------------- | ----------------- | ----------------- |
| Clásico           | Románico          | Gótico            | Renacentista      | Barroco           | Modernista        | Contemporáneo     |
| Anverso · Reverso | Anverso · Reverso | Anverso · Reverso | Anverso · Reverso | Anverso · Reverso | Anverso · Reverso | Anverso · Reverso |

| 5 euros           | 10 euros          | 20 euros          | 50 euros          | 100 euros         | 200 euros         |
| ----------------- | ----------------- | ----------------- | ----------------- | ----------------- | ----------------- |
| Clásico           | Románico          | Gótico            | Renacentista      | Barroco           | Modernista        |
| Anverso · Reverso | Anverso · Reverso | Anverso · Reverso | Anverso · Reverso | Anverso · Reverso | Anverso · Reverso |

## Historia
| Moneda              | Código | Tipo de cambio | Irrevocabilidad del tipo de cambio | Abandono |
| ------------------- | ------ | -------------- | ---------------------------------- | -------- |
| Franco belga        | BEF    | 40,3399        | 31 de diciembre de 1998            | 2002     |
| Marco alemán        | DEM    | 1,95583        | 31 de diciembre de 1998            | 2002     |
| Libra irlandesa     | IEP    | 0,787564       | 31 de diciembre de 1998            | 2002     |
| Peseta española     | ESP    | 166,386        | 31 de diciembre de 1998            | 2002     |
| Franco francés      | FRF    | 6,55957        | 31 de diciembre de 1998            | 2002     |
| Lira italiana       | ITL    | 1936,27        | 31 de diciembre de 1998            | 2002     |
| Franco luxemburgués | LUF    | 40,3399        | 31 de diciembre de 1998            | 2002     |
| Florín neerlandés   | NLG    | 2,20371        | 31 de diciembre de 1998            | 2002     |
| Chelín austriaco    | ATS    | 13,7603        | 31 de diciembre de 1998            | 2002     |
| Escudo portugués    | PTE    | 200,482        | 31 de diciembre de 1998            | 2002     |
| Marco finlandés     | FIM    | 5,94573        | 31 de diciembre de 1998            | 2002     |
| Peseta andorrana    | ADP    | 166,386        | 31 de diciembre de 1998            | 2002     |
| Franco andorrano    | ADF    | 6,55957        | 31 de diciembre de 1998            | 2002     |
| Lira vaticana       | VAL    | 1936,27        | 31 de diciembre de 1998            | 2002     |
| Franco monegasco    | MCF    | 6,55957        | 31 de diciembre de 1998            | 2002     |
| Lira sanmarinense   | SML    | 1936,27        | 31 de diciembre de 1998            | 2002     |
| Dracma griega       | GRD    | 340,750        | 19 de junio de 2000                | 2002     |
| Tólar esloveno      | SIT    | 239,640        | 11 de julio de 2006                | 2007     |
| Libra chipriota     | CYP    | 0,585274       | 10 de julio de 2007                | 2008     |
| Lira maltesa        | MTL    | 0,429300       | 10 de julio de 2007                | 2008     |
| Corona eslovaca     | SKK    | 30,1260        | 8 de julio de 2008                 | 2009     |
| Corona estonia      | EEK    | 15,6466        | 13 de julio de 2010                | 2011     |
| Lats letón          | LVL    | 0,702804       | 9 de julio de 2013                 | 2014     |
| Litas lituana       | LTL    | 3,45280        | 23 de julio de 2014                | 2015     |
| Kuna croata         | HRK    | 7,5345         | 12 de julio de 2022                | 2023     |

El Tratado de la Unión Europea, el cual entró en vigor en 1993, prevé la creación de una Unión Económica y Monetaria con la introducción de una moneda única. De ella formarían parte los países que cumplieran una serie de condiciones; se introduciría de forma gradual. La fecha inicialmente prevista se fue retrasando. Finalmente, los Estados miembros de la Unión Europea acordaron el 15 de diciembre de 1995 en Madrid la creación de una moneda común europea –bajo la denominación de euro– con fecha de puesta en circulación en enero del año 2002.
El primer paso en la introducción de la nueva moneda se dio oficialmente el 1 de enero de 1999, cuando dejaron de existir como sistemas independientes las monedas de los once países de la Unión que se acogieron al plan de la moneda única, la denominada zona euro: Alemania, Austria, Bélgica, España, Finlandia, Francia, Irlanda, Italia, Luxemburgo, Países Bajos y Portugal y otros países fuera de la Unión Europea como Ciudad del Vaticano, Mónaco y San Marino que adoptaron la moneda a través de acuerdos que mantenían con países de la Unión Europea (Francia en el caso de Mónaco, e Italia en los casos de Ciudad del Vaticano y San Marino) a título de esta última. Estos acuerdos han sido renegociados con la Unión Europea. El 1 de enero de 2001 se incorporó Grecia. Sin embargo, debido al período de fabricación requerido para los nuevos billetes y monedas, las antiguas monedas nacionales, a pesar de haber perdido la cotización oficial en el mercado de divisas, permanecieron como medio de pago hasta el 1 de enero de 2002, cuando fueron reemplazadas por billetes y monedas en euros. Tanto las monedas como los billetes tuvieron un período de coexistencia con las anteriores monedas nacionales hasta que fueron retiradas totalmente de la circulación. Este período de coexistencia tuvo diferentes calendarios en los países que adoptaron el euro.
Dinamarca y Suecia no han adoptado la moneda única. Dinamarca rechazó el euro en un referéndum llevado a cabo el 28 de septiembre de 2000, con una participación del 86 % y donde el 53,1 por ciento de los votantes se manifestaron contra la adopción del euro. El referéndum sueco del 14 de septiembre de 2003, días después del asesinato de la ministra Anna Lindh, impulsora de la adopción del euro, resultó en poco más del 56 por ciento del electorado votando en contra. La cuestión queda así pospuesta al menos cinco años, transcurridos los cuales podrá repetirse el referéndum.
El 1 de enero de 2002, primer día de circulación de la nueva moneda europea, 1 euro se cambió por 0,9038 dólares estadounidenses (USD).
En julio de 2002 el euro sobrepasó la paridad con el dólar en el mercado de divisas por primera vez desde febrero de 2000, y se ha mantenido en esta situación.
El 15 de julio de 2008 el euro alcanzó su valor máximo hasta el momento, al cambiarse 1 euro por 1,5990 dólares.
Desde el año 2002, ha habido tres ampliaciones de la Unión Europea, en las que han ingresado un total de trece países (diez países en mayo de 2004, dos en enero de 2007 y uno en julio de 2013). Hasta la actualidad (2025), ocho de esos países han adoptado el euro como moneda.
El 11 de julio de 2006, los ministros de Economía y Finanzas de la Unión Europea (ECOFIN) ratificaron la entrada de Eslovenia en la zona euro a partir del 1 de enero de 2007.
El 10 de julio de 2007, los ministros de Finanzas de la Unión Europea dieron su visto bueno definitivo a la incorporación de Malta y Chipre a la zona euro a partir del 1 de enero de 2008.
El 8 de julio de 2008, los ministros de Economía y Finanzas de la Unión Europea aprobaron la entrada de Eslovaquia en la zona euro a partir del 1 de enero de 2009.
El 13 de julio de 2010, los ministros de Finanzas de la Unión Europea aprobaron la entrada de Estonia en la zona euro a partir del 1 de enero de 2011.
El 30 de junio de 2011, Andorra, que estuvo utilizando el euro de facto desde su creación, firmó un acuerdo monetario con la Unión Europea que le permite usar el euro de manera oficial así como acuñar sus propias monedas de euro. Este acuerdo entró en vigor el 1 de abril de 2012. La fecha prevista en la cual Andorra iba a comenzar a acuñar sus propias monedas de euro era el 1 de julio de 2013. Sin embargo, en octubre de 2012, se anunció el retraso de la emisión de euros hasta 2014. Finalmente, dicha emisión se produjo en diciembre de 2014.
Finlandia y Países Bajos han eliminado de la circulación las monedas de 1 y 2 céntimos, ya que el costo de fabricación es mayor que su valor nominal. Para ello, han implantado un sistema por el cual los precios no se modifican, pero una vez en caja se redondean a 0 y a 5 céntimos. Pese a ello, en estos países, las monedas de 1 y 2 céntimos siguen siendo de curso legal y son emitidas para sets de colección.

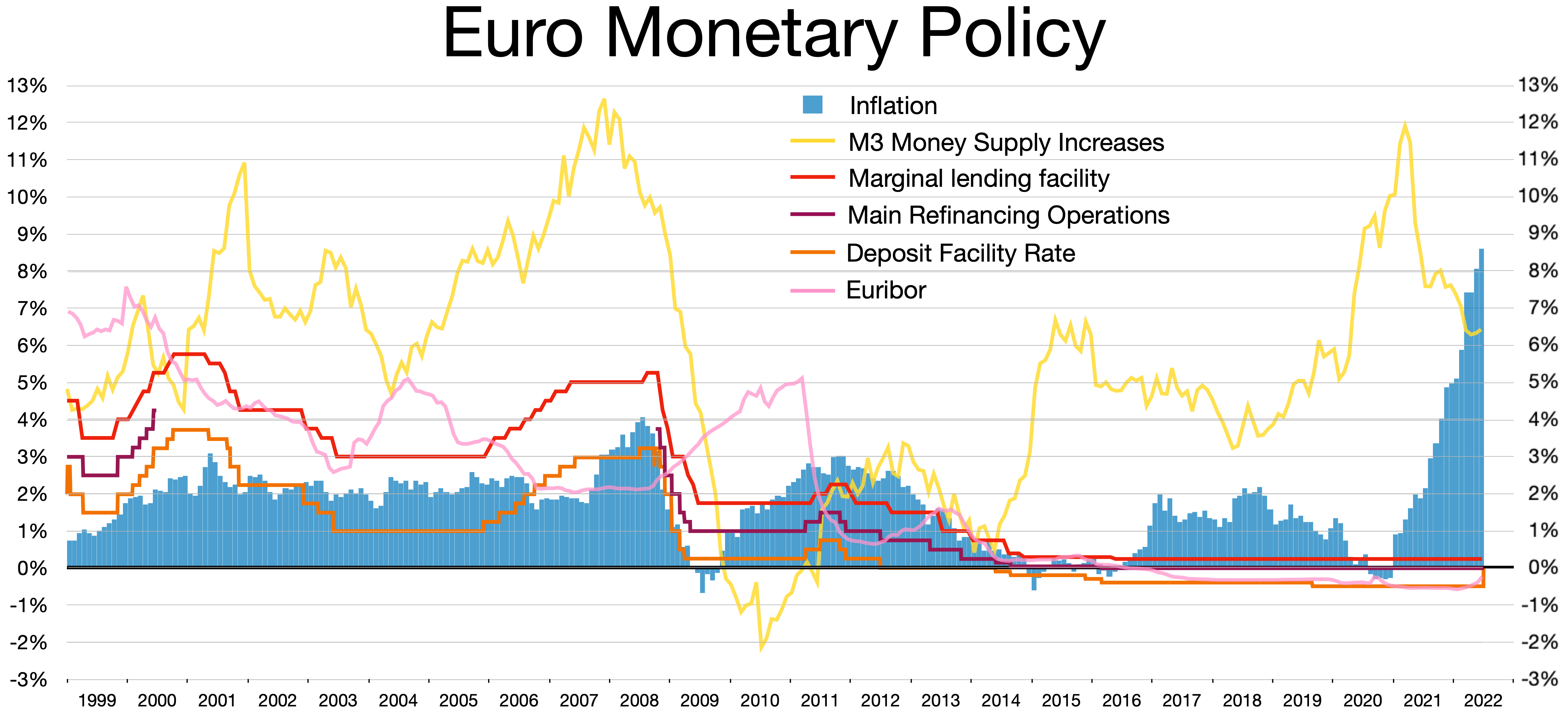
Política monetaria del euro dirigida por el BCE, entre 1999 y 2022 (en inglés)
Inflación Euro Zona año/año
Incremento de la oferta monetaria M3
Facilidad de préstamo marginal
Principales Operaciones de Refinanciación
Tasa de la facilidad de depósito
Euribor

En mayo de 2013, la Comisión Europea planteó la posibilidad de retirar de circulación las monedas de 1 y 2 céntimos de euro debido a que los costes de producción superan su valor y han provocado pérdidas acumuladas de 1400 millones de euros desde 2002 a la eurozona. Estos costes aconsejarían, según Bruselas, dejar de acuñar monedas de 1 y 2 céntimos. No obstante, el Ejecutivo comunitario avisó de que ello podría provocar una «reacción negativa» entre los ciudadanos por los redondeos de precio que causaría. Además de su retirada de circulación, la Comisión sugirió otros tres posibles escenarios para el futuro de las monedas de 1 y 2 céntimos: mantener la situación actual, seguir acuñándolas pero a un coste más reducido y dejar de emitirlas pero permitir que se sigan utilizando.
El 9 de julio de 2013, los ministros de Finanzas de la Unión Europea aprobaron la entrada de Letonia en la zona euro el 1 de enero de 2014.
El 23 de julio de 2014, el Consejo de la Unión Europea aprobó la entrada de Lituania en la zona euro el 1 de enero de 2015.
El 4 de mayo de 2016, el consejo de gobierno del Banco Central Europeo decidió que el billete de 500 euros dejaría de producirse a finales de 2018, excluyéndolo de la nueva serie de billetes «Europa», pero que sigue siendo forma de pago legal. Esto se debió a la preocupación porque este billete pudiera facilitar las actividades ilícitas.
El 12 de julio de 2022, el Consejo de la Unión Europea autorizó que Croacia adoptara el euro el 1 de enero de 2023.

## Utilización

Eurozona (20)
Estados de la UE que tienen la obligación de unirse a la eurozona (6)
Estados de la UE con una cláusula de exclusión (1)
Estados de fuera de la UE que utilizan el euro mediante un acuerdo (4)
Estados (incl. estados de facto) de fuera de la UE que utilizan el euro sin que medie un acuerdo (2)

El euro es utilizado en los 20 países de la Unión Europea que lo han adoptado (Alemania, Austria, Bélgica, Chipre, Croacia, Eslovaquia, Eslovenia, España, Estonia, Finlandia, Francia, Grecia, Irlanda, Italia, Letonia, Lituania, Luxemburgo, Malta, Países Bajos y Portugal). A dicho conjunto de países se le llama eurozona (o zona del euro). Hay que tener en cuenta que los departamentos de ultramar franceses de Guayana Francesa, Guadalupe, Martinica, Mayotte y Reunión así como la colectividad de ultramar francesa de San Martín pertenecen a la Unión Europea y tienen como moneda al euro.
Las colectividades de ultramar francesas de San Bartolomé y San Pedro y Miquelón, así como las Tierras Australes y Antárticas Francesas y la Isla Clipperton (estas dos últimas, deshabitadas), no pertenecen a la Unión Europea pero también tienen como moneda al euro.
Los microestados europeos de Andorra, Ciudad del Vaticano, Mónaco y San Marino usan el euro y acuñan sus propias monedas en virtud de acuerdos firmados con miembros de la Unión Europea (Francia en el caso de Mónaco, e Italia en los casos de Ciudad del Vaticano y San Marino) a título de esta última. Estos acuerdos fueron renegociados con la Unión Europea, de manera que el 1 de enero de 2010 entró en vigor el nuevo acuerdo con Ciudad del Vaticano, el 1 de diciembre de 2011 con Mónaco y el 1 de agosto de 2012 con San Marino. En cuanto a Andorra, esta firmó un acuerdo monetario con la UE el 30 de junio de 2011, el cual entró en vigor el 1 de abril de 2012, pero no acuñó euros hasta diciembre de 2014.
Montenegro y Kosovo también usan el euro, sin entrar en ningún acuerdo legal con la Unión Europea, en sustitución del marco alemán que usaban con anterioridad.
Las bases soberanas de Acrotiri y Dhekelia, un territorio británico en la isla de Chipre, tenían como moneda oficial la libra chipriota antes del ingreso de Chipre en la eurozona en 2008, fecha en la que estas bases se convirtieron en el primer territorio británico en adoptar el euro.
Finalmente, destacar que en zonas fronterizas con la zona del euro, así como en las zonas turísticas de muchos países europeos no pertenecientes a la zona del euro, el euro suele ser aceptado en los comercios e incluso en el transporte público. También es aceptado en numerosos países de todo el mundo de manera similar al dólar estadounidense.

## Monedas ligadas al euro
Hay dos monedas ligadas al euro a través del mecanismo de tipos de cambio europeo. Son las siguientes:
- Bulgaria tiene ligada la leva búlgara al euro con una tasa de cambio de 1,95583 levas búlgaras = 1 euro y una banda de fluctuación de ± 15 %.
- Dinamarca tiene ligada la corona danesa al euro con una tasa de cambio de 7,46038 coronas danesas = 1 euro y una banda de fluctuación de ± 2,25 %.

Por otra parte, las monedas de otros países y territorios que estaban ligadas a las monedas europeas que desaparecieron al crearse el euro, pasaron a estar ligadas a este. Son las siguientes:
- Bosnia y Herzegovina: el marco convertible estaba ligado al marco alemán. Actualmente, tiene una tasa de cambio fija de 1,95583 marcos convertibles = 1 euro.
- Cabo Verde: el escudo caboverdiano estaba ligado al escudo portugués. Actualmente, tiene una tasa de cambio fija de 110,625 escudos caboverdianos = 1 euro.
- Comoras: el franco comorense estaba ligado al franco francés. Actualmente, tiene una tasa de cambio fija de 491,96775 francos comorenses = 1 euro.
- Comunidad Económica y Monetaria de África Central (Camerún, Chad, Gabón, Guinea Ecuatorial, la República Centroafricana y la República del Congo): el franco CFA de África Central estaba ligado al franco francés. Actualmente, tiene una tasa de cambio fija de 655,957 francos CFA de África Central = 1 euro.
- Macedonia del Norte: el denar macedonio estaba ligado al marco alemán. Actualmente, está ligado al euro.[52][53]
- Unión Económica y Monetaria de África Occidental (Benín, Burkina Faso, Costa de Marfil, Guinea-Bisáu, Malí, Níger, Senegal y Togo): el franco CFA de África Occidental estaba ligado al franco francés. Actualmente, tiene una tasa de cambio fija de 655,957 francos CFA de África Occidental = 1 euro.
- Las colectividades de ultramar francesas de Polinesia Francesa y Wallis y Futuna así como la colectividad especial de Nueva Caledonia: el franco CFP estaba ligado al franco francés. Actualmente, tiene una tasa de cambio fija de 1000 francos CFP = 8,38 euros lo que hace 119,33174 francos CFP ≈ 1 euro.

Además, la moneda de Santo Tomé y Príncipe (el dobra santotomense) está ligada al euro tras un acuerdo firmado con Portugal en 2009 y que entró en vigor el 1 de enero de 2010. Tiene una tasa de cambio fija de 24,5 dobras santotomenses = 1 euro.
Por lo tanto, dentro de la Unión Europea dos países tienen monedas vinculadas al euro a través del mecanismo de tipos de cambio europeo (Bulgaria y Dinamarca); mientras que fuera de la Unión Europea un total de 22 países y territorios tienen monedas vinculadas al euro: 14 países de África continental (Camerún, Chad, Gabón, Guinea Ecuatorial, la República Centroafricana, la República del Congo, Benín, Burkina Faso, Costa de Marfil, Guinea-Bisáu, Malí, Níger, Senegal y Togo), 3 países del África insular (Cabo Verde, Comoras y Santo Tomé y Príncipe), 2 países de los Balcanes (Bosnia-Herzegovina y Macedonia del Norte) y 3 territorios franceses del Pacífico (Nueva Caledonia, Polinesia Francesa y Wallis y Futuna).
Además, existen países que tienen su moneda ligada a cestas de divisas, las cuales pueden estar compuestas por el euro en mayor o menor parte. Marruecos es uno de ellos y su moneda, el dírham marroquí, está ligada al euro de dicha forma.
Por otra parte, distintos países (como, por ejemplo, Suiza o la República Checa) han tenido o tienen como referencia el euro en el establecimiento de sus políticas monetarias, lo que lleva a sus bancos centrales a la intervención en los mercados de divisas.

## Miembros de la UE fuera de la eurozona
Dinamarca negoció una serie de cláusulas de salida del Tratado de la Unión Europea después de que este fuera rechazado en un referéndum celebrado en 1992. Finalmente, el tratado modificado fue aceptado en otro referéndum celebrado en 1993. El 28 de septiembre de 2000, un referéndum sobre la adopción del euro fue celebrado en Dinamarca, dando como resultado un 53,2 % en contra de unirse a la moneda única. En 2015, un referéndum sobre la abolición de las cuatro cláusulas de salida comentadas volvió a dar como resultado un «no».
Suecia no tiene una salida formal de la unión monetaria (la tercera etapa de la UEM) y por lo tanto debe, al menos en teoría, adoptar el euro en algún momento. El 14 de septiembre de 2003, se celebró un referéndum sobre la adopción del euro, pero dio como resultado el rechazo de dicha iniciativa con un 56 % de los votos. El gobierno sueco suele argumentar que es posible no adoptar el euro aunque exista la obligación de hacerlo debido a que uno de los requisitos para formar parte de la eurozona consiste en haber pertenecido previamente durante dos años al ERM. Eligiendo simplemente quedar fuera de dicho mecanismo, el gobierno sueco tiene una cláusula informal sobre la adopción del euro.
Los 10 Estados que se adhirieron en 2004 a la Unión Europea también tienen como requerimiento, por los Tratados que les permitieron ingresar, acabar adoptando el euro en un futuro. Eslovenia, Chipre, Malta, Eslovaquia, Estonia, Letonia, Lituania y Croacia ya lo han adoptado. Se establecieron unas fechas en que estos Estados debían ir cumpliendo la tercera etapa de la Unión Económica y Monetaria de la Unión Europea:
- 2007 para Eslovenia, Estonia y Lituania;
- 2008 para Chipre, Letonia y Malta;
- 2009 para Eslovaquia; y
- 2010 o más tarde para Hungría, Polonia y República Checa.

La realidad está siendo distinta: como ya se ha indicado,
- en 2007 solo Eslovenia adoptó el euro;
- en 2008 lo adoptaron Chipre y Malta;
- en 2009, Eslovaquia;
- en 2011, Estonia;
- en 2014, Letonia;
- en 2015, Lituania y
- en 2023, Croacia.

Asimismo, los nuevos Estados que se han ido incorporando a la Unión Europea desde 2004 también están obligados a adoptar el euro en el futuro. Por lo tanto, Rumania y Bulgaria, que ingresaron en la Unión Europea en 2007, deberán adoptarlo. Croacia, que ingresó el 1 de julio de 2013, lo hizo en 2023.

## Antiguos miembros de la UE
El Reino Unido, al igual que Dinamarca, también poseía una cláusula por la que no estaba obligado a adoptar el euro. Los euroescépticos británicos creían que una única moneda era meramente un paso para la formación de un superestado europeo unificado y que suprimir la capacidad británica de determinar sus propias tasas de interés habría tenido efectos dramáticos en su economía. La opinión contraria era que, debido a que las exportaciones intraeuropeas representaban el 60 % del total de las británicas, se habría reducido el riesgo producido por las tasas de cambio. Gordon Brown, ministro de Hacienda bajo el Gobierno de Tony Blair, estableció «cinco pruebas económicas» que debía pasar antes de recomendar la entrada del Reino Unido en el euro; y se comprometió a celebrar un referéndum público para decidir la pertenencia a la eurozona. Además, los tres principales partidos políticos británicos prometieron convocar un referéndum antes de unirse al euro. El gobierno de coalición elegido en 2010 se comprometió a no formar parte del euro durante la legislatura. La adopción de la moneda única siempre fue un tema muy complicado por el importante euroescepticismo existente en el Reino Unido, principalmente en Inglaterra, y en el que gran parte de la población ha estado siempre en contra de la adopción del euro. Tras la salida del Reino Unido de la Unión Europea, como consecuencia del referéndum sobre la permanencia del Reino Unido en la Unión Europea celebrado en 2016, la hipotética adopción del euro por parte del Reino Unido dejó de ser posible.

## Efectos de una única moneda

Construcción del símbolo del euro.

La introducción de una única moneda para muchos estados separados presenta un número de ventajas y desventajas para las naciones participantes. Las opiniones difieren según los efectos del euro hasta el momento, ya que muchos de ellos llevarán años en ser entendidos.[cita requerida]

### Eliminación del riesgo del tipo de cambio
Uno de los beneficios más importantes del euro será la reducción de los riesgos provenientes del tipo de cambio, lo que hará más fácil la inversión a través de las fronteras. Los cambios en la relación entre monedas han conllevado habitualmente un riesgo para las compañías e individuos al invertir o incluso importar o exportar fuera de la zona de su propia moneda. Las ganancias pueden ser rápidamente eliminadas como resultado de las fluctuaciones de las tasas de cambio. Por lo tanto la mayoría de los inversores y de los importadores/exportadores tienen o bien que aceptar el riesgo o «cubrirse» teniendo varias opciones disponibles, resultando en mayores costes en el mercado financiero. Consecuentemente, es menos atractivo invertir fuera de la zona de la propia moneda. La eurozona incrementa en gran medida el área de inversión sin riesgo de tasa de cambio. Como la economía europea depende fuertemente de exportaciones intraeuropeas, los beneficios no pueden ser subestimados. Esto es particularmente importante para países cuyas monedas tradicionalmente tenían significativas fluctuaciones.

### Eliminación de los costes de conversión
Uno de los principales beneficios es la eliminación de los costes asociados a las transacciones bancarias entre divisas, que previamente constituían un gasto tanto para los individuos como para las empresas cuando cambiaban de una moneda a otra. Es difícil cuantificar dicho coste, pero algunas fuentes lo cifran en aproximadamente un 0,5 % del PIB.[cita requerida]

### Mercados financieros más profundos
Se espera que la introducción del euro aporte una flexibilidad y liquidez a los mercados financieros de la que anteriormente carecía. Se espera igualmente un incremento en la competencia y la disponibilidad de productos financieros a través de la unión que reducirá sus costes para las empresas y posiblemente también para los consumidores individuales. Los costos asociados a la deuda pública también disminuirán.[cita requerida]
Se espera igualmente que la mayor amplitud de los mercados financieros dé lugar a un incremento de la capitalización e inversión bursátil. Todo ello favorece las concentraciones empresariales transnacionales dentro de la zona euro, facilitando la aparición de instituciones financieras y de negocios mayores y más competitivos.[cita requerida]

### Pérdida de política monetaria autónoma
La creación de la moneda única ha supuesto una serie de desventajas para muchos países que en el pasado ajustaban el valor de su moneda a las distintas situaciones económicas reinantes. Así, la devaluación de la moneda se convertía en una herramienta eficaz para estimular la competitividad de bienes y servicios producidos en un país dado. La imposibilidad de realizar estas devaluaciones se ha relacionado con la persistencia de la crisis en los países del sur de Europa, e igualmente se ha especulado con las bondades que el abandono del euro y la recuperación del dracma, con la consiguiente recuperación de autonomía monetaria, podrían tener para Grecia.
A partir de 2009, a raíz de la crisis financiera internacional, se especuló con la posibilidad de que un país pudiera abandonar la moneda común. Tras la crisis financiera griega y la posterior crisis de la deuda soberana europea, dichas especulaciones aumentaron, especialmente en el caso de Grecia.

## El euro y otras divisas

### Relación euro/dólar

Uso del euro y del dólar en el mundo
Eurozona
Áreas de fuera de la UE que utilizan el euro
Monedas ligadas al euro
Monedas ligadas al euro con banda ancha
----
Estados Unidos, zona de control del dólar estadounidense (USD)
Áreas fuera de los EE. UU. que utilizan el USD
Monedas ligadas al USD
Monedas ligadas al USD con banda ancha

Cambio euro-dólar desde 1999.

El euro representa una alternativa al dólar estadounidense por distintas razones:
Motivos económicos: el euro empezó a cotizar el 4 de enero de 1999 al precio de 1,1789 dólares estadounidenses (USD). El 27 de enero de 2000 perdió la paridad respecto a dicha moneda por primera vez en su historia que volvió a superar el 22 de febrero de 2000. El 1 de enero de 2002, primer día de circulación de la nueva moneda europea, 1 euro se cambió por 0,9038 dólares. El 15 de julio de 2008 el euro alcanzó una cotización con respecto al dólar de 1,5990 $, el máximo valor de cambio desde su introducción. Por otro lado, en diciembre de 2006 desplazó al dólar como moneda más usada para pago en efectivo. Ese mes, circulaban por el mundo unos 614 000 millones de euros, mientras que los dólares totalizaban 588 000 millones en euros. Sin embargo, tras el rechazo en referéndum de Francia y Países Bajos a la Constitución Europea y la incertidumbre, por tanto, generada respecto al futuro de la Unión, el euro frenó en su auge y se depreció (aunque manteniéndose superior al dólar); estado del que posteriormente se recuperó. Posteriormente, debido a la crisis de la deuda soberana europea, se produjeron altibajos en su cambio respecto al dólar. A fecha del 20 de agosto de 2025, el euro está cotizado a precio de 1,1654 $.
Motivos políticos: algunos estados favorecen el uso del euro, perjudicando al dólar, por estar en desacuerdo con la política que toma Estados Unidos en temas como la economía o la diplomacia internacional, lo cual no significa tener una postura proeuropea. Por ejemplos Cuba prohibió que el dólar estadounidense se usase en su territorio a partir del 8 de noviembre de 2004 y todo dólar que ingrese a Cuba deberá ser cambiado a Peso cubano convertible, con un gravamen del 10 %, gravamen que no tiene el euro, ni otras monedas, como el franco suizo. En 1998, Cuba anunció que reemplazaría el dólar estadounidense por el euro como su moneda oficial a los efectos del comercio internacional. Corea del Norte, desde diciembre de 2002 y Siria, desde 2006, hicieron lo mismo. Igualmente China y Rusia han transferido parte de sus reservas de divisas del dólar al euro.

## Polémica sobre una inflación encubierta del euro
Existe una interpretación sobre la política monetaria del BCE, según una opinión muy extendida entre los habitantes de la zona euro que plantea la hipótesis de que la implantación del euro como moneda única de la Unión Europea ha provocado un aumento de la inflación, especialmente en las capas de rentas medias y bajas muy superior al registrado por los índices de inflación oficiales publicados por los Estados miembros. Esta percepción ha sido objeto de algunos estudios sociológicos importantes. Según estos mismos estudios, la gente comenzó a percibir este aumento poco después de la desaparición del periodo de doble circulación del euro con las monedas nacionales, y perdura hasta nuestros días.

### Penetración en la opinión pública de esta opinión
Del grado de extensión de este estado de opinión dan cuenta las numerosas entradas que pueden encontrarse en el buscador Google introduciendo los términos «inflación oculta» + euro (36 el 17 de octubre de 2007) e «inflación encubierta + euro» (229) y los equivalentes en otros idiomas como «inflation caché» y «covert» o «hidden» inflation. (Ver enlaces externos). Buena muestra de ello son la cantidad de intervenciones que existen en los blogs sobre este tema particular. Existen algunos reportajes periodísticos que recogen esta inquietud de algunos ciudadanos de la zona euro. Muchas asociaciones de consumidores defienden esta idea. Un ejemplo es el portavoz de la asociación de consumidores de España (UCE-UCA).

### Argumentos y opiniones asociadas
También existe la opinión, e incluso multitud de análisis aparecidos en importantes reuniones y publicaciones académicas, de que los índices macroeconómicos son sistemáticamente manipulados por los gobiernos con el fin de no perder popularidad, y esto podría facilitar la aparición de ciclos políticos de presupuesto en el área euro, o hacer que la población acepte medidas que de conocer su alcance con absoluta transparencia serían impopulares.
Por otra se reprocha a que no se atendió con suficiente eficacia al «efecto psicológico» del cambio de moneda sobre los precios, subestimando este de manera que se impidió la correcta discriminación de los mismos.
Así, puesto que la actualización de los salarios se realiza en base al IPC, que según los opinantes está manipulado para dar una cifra inferior a la real, el resultado, según esta opinión, fue una transferencia neta entre los estratos más pobres hacia los más ricos, por lo cual se especula que se permitió que el efecto tuviera lugar, o al menos se trata de encubrir mediante presiones a los medios de comunicación para que no se discuta el tema, o se desacredite a quien lo haga.
El analista financiero Jim Puplava, en un artículo reciente admite que existe a nivel mundial, por parte de todos los gobiernos (Él analiza en especial al de Estados Unidos) una situación en la que intencionadamente se crea una «manipulación estadística que tenía como objetivo controlar el déficit gubernamental y crear una ilusión diseñada para calmar a los mercados y distraerlos de una realidad donde la inflación crece».

### Posible cuantía de la inflación
En cuanto a la percepción de los ciudadanos, en el ejemplo de España, existe la creencia de que en los consumos más básicos, de los productos con un coste de entre 1 y 10 euros, los precios establecidos después de la entrada en circulación del euro subieron hasta alcanzar el nivel de 100 pesetas=1 Euro, lo que supone algo más de un 66 % de inflación. En Alemania algunos autores aproximan estas cifras a un 50 %. En realidad, es posible, según estas opiniones, que la inflación subiera mucho más, si hiciéramos una composición real de la cesta de la compra y los gastos corrientes en las rentas medias. En Italia se ha creado una comisión especial que estudia la composición de los precios debido a que, según algunos, no deberían considerarse dentro del índice de inflación con el mismo peso a los bienes de consumo diario, que a los que suponen un desembolso a largo plazo. En especial, los partidarios de esta opinión señalan las siguientes razones:
- Las rentas destinadas a la compra y adquisición de la vivienda han subido debido a un alza de más de dos dígitos en el precio de las mismas algunos trimestres, y cifras cercanas al 10 % la mayoría de ellos.[69][70]
- Los carburantes han tenido un alza mínima de más del 4 % anual.[71]
- La alimentación general ha subido un 100 % en muchos alimentos básicos en los seis años siguientes a la introducción del euro.[72]
- La hostelería y el ocio (un capítulo importante del gasto familiar en España) ha efectuado subidas de precios muy superiores a la equivalencia antes señalada.[73]
- Parece que solo se ha contenido la subida de artículos relacionados con la electrónica y la automoción.

### Consecuencias
Como consecuencia de esta percepción, según los que así opinan, podría estar produciéndose un descenso del espíritu europeísta de la población de la UE, y tal vez ser responsable del rechazo de Francia y los Países Bajos a la constitución europea en referéndum. El asunto abre un debate sobre la transparencia y la legitimidad de las decisiones del consejo europeo en políticas macroeconómicas y otras políticas, y la falta de control ciudadano sobre los órganos de poder de la Unión. Algunos autores como Sandell piensan que la percepción de la existencia de una inflación encubierta debida al euro puede estar detrás de la negativa de Suecia y otros países a adoptar el Euro como moneda.

### La polémica en Italia: comisión ciudadana
Debido a la polémica sobre el nivel de inflación, se ha activado en Italia una «comisión de estudio para el cálculo de los índices de los precios», compuesta por profesores universitarios, expertos en estadística, representantes de los actores sociales (sindicatos y Confindustria) y representantes de las asociaciones de consumidores.

### Apoyo a la tesis de Nicolas Sarkozy
En la edición del diario El País del 31 de agosto de 2007 se recogen unas declaraciones del expresidente de Francia, Nicolas Sarkozy, en la universidad de verano de Medef (la principal patronal francesa, equivalente a la española CEOE), arremetiendo contra la política del BCE con declaraciones del estilo de que «negar la subida de precios tras la entrada del euro es «reírse de la gente» y «decir que la entrada en vigor del euro no ha comportado un alza de precios es reírse del mundo», al mismo tiempo que reclama «que haya debate sobre el nivel de los tipos de interés».

### Opiniones contrarias
Algunos analistas, como Rickard Sandell, opinan que la llamada «inflación encubierta del euro» es un mito. Si bien fijándose en fuentes oficiales, como Eurostat, Sandell hace referencia al hecho de que no todos los países de la Unión Europea han sufrido inflación. En concreto, ocho de los quince miembros de la Unión Europea tras la implantación del euro mostraron un moderado descenso de la inflación, y otros siete un moderado aumento. Tales datos llevan a calificar la inflación encubierta de «mito».